# Platysenta albolabes
Platysenta albolabes är en fjärilsart som beskrevs av Augustus Radcliffe Grote 1880. Platysenta albolabes ingår i släktet Platysenta och familjen nattflyn. Inga underarter finns listade i Catalogue of Life.